# Ophiomisidium tommasii
Ophiomisidium tommasii is een slangster uit de familie Ophiuridae.
De wetenschappelijke naam van de soort werd in 2006 gepubliceerd door M. Borges, A.M.G. Monteiro & A.C.Z. Amaral.